# Eugenia klotzschiana
Eugenia klotzschiana är en myrtenväxtart som beskrevs av Otto Karl Berg. Eugenia klotzschiana ingår i släktet Eugenia och familjen myrtenväxter. Inga underarter finns listade i Catalogue of Life.

## Bildgalleri

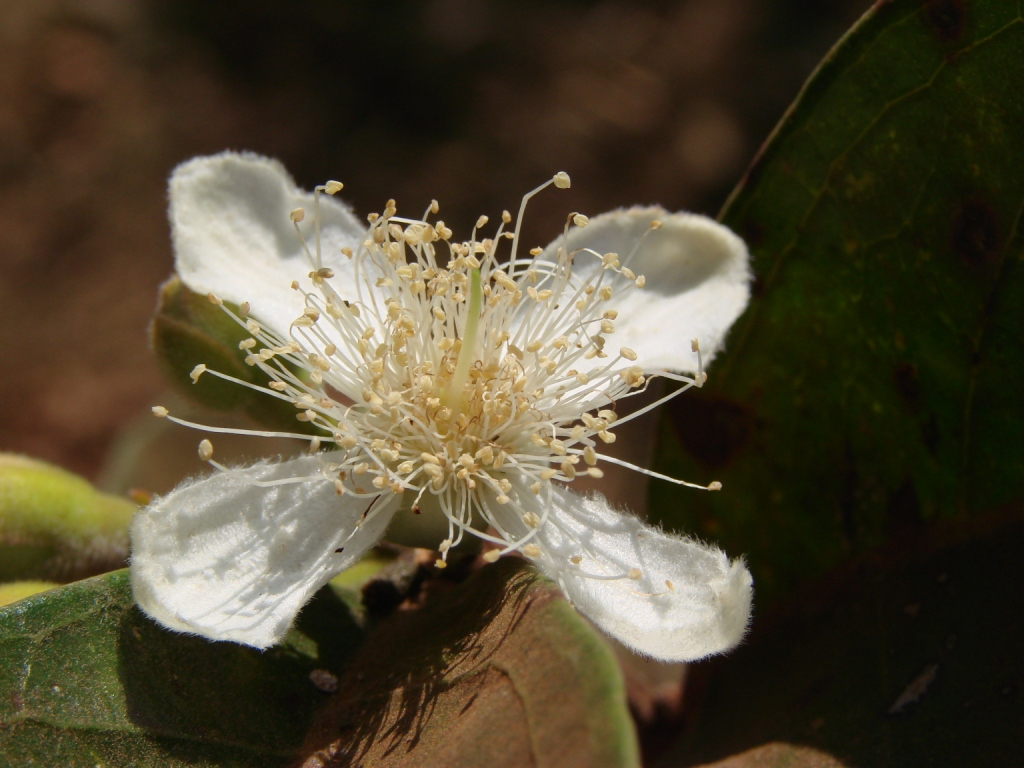